# Ernest Maydell
Ernest Otto Maydell (ur. 29 sierpnia 1878 w Mineralnych Wodach, zm. 23 sierpnia 1930 w Krakowie) – lekarz fizjolog, profesor Uniwersytetu Jagielońskiego.

## Życiorys
Pochodził z rodziny arystokratycznej; jego ojcem był Otto Ernst von Maydell, inżynier kolejowy, matką - Tekla Waleria z domu Huszcza. Maydellowie wywodzili się z niemieckiej szlachty bałtyckiej  z Inflant Królewskich i używali tytułu barona.
Do gimnazjum uczęszczał w Władykaukazie, studia medyczne ukończył na Imperatorskim Uniwersytecie Kijowskim św. Włodzimierza w 1902 jako lekarz dyplomowany, od 1903 pracował jako pomocnik prosektora w Katedrze Fizjologii swojej Alma Mater w Kijowie. Podczas Wojny rosyjsko-japońskiej był starszym lekarzem pułkowym w armii carskiej na Dalekim Wschodzie; brał udział w 17 bitwach, otrzymał kilka wojskowych odznaczeń, m.in. Order Św. Stanisława i Order Św. Anny.
W 1907 rozpoczął wykłady fizjologii na kursach medycznych dla kobiet w Kijowie.  W latach 1911-1914  wykładał fizjologię w szkołach dentystycznych w Petersburgu i w Kijowie. Dwukrotnie wyjeżdżał na międzynarodowe kongresy fizjologów (Paryż 1908, Wiedeń 1910). Podróżował do ośrodków medycznych we Francji, Niemczech, Austro-Węgrzech i Szwajcarii. Podczas I wojny światowej służył w armii rosyjskiej na froncie galicyjskim. 4 marca 1917 obronił doktorat na Uniwersytecie Kijowskim. 31 lipca 1917 został profesorem fizjologii zwierząt na Wydziale Agronomicznym Politechniki Kijowskiej. W lutym 1920 został mianowany profesorem fizjologii na wydziałach medycznych Kijowskiego Uniwersytetu Świętego Włodzimierza, Kijowskiego Uniwersytetu Ukraińskiego i  Wyższych Żeńskich Kursów Medycznych.
Podczas wojny polsko-bolszewickiej wstąpił do armii polskiej. W ten sposób znalazł się w Polsce, w Krakowie, gdzie w maju 1920 objął Katedrę Fizjologii Uniwersytetu Jagielońskiego po zmarłym w poprzednim roku profesorze Napoleonie Cybulskim. Jesienią tego samego roku Uniwersytet Stefana Batorego w Wilnie zwrócił się do niego z prośbą o pomoc w organizacji nowo utworzonego Wydziału Lekarskiego i objęcie funkcji dziekana. Przez niemal dwa lata dzielił swój czas między oba te uniwersytety. W 1922 powrócił na stałe do Krakowa, gdzie zreorganizował zakład fizjologii i wprowadził do wykładów pokazy doświadczalne .
Badania profesora Maydella dotyczyły fizjologii mięśni i zjawisk zmęczenia ośrodków nerwowych oraz regulacji wydzielania gruczołów przewodu pokarmowego. Popularyzował zagadnienia z zakresu fizjologii. W 1926 został współpracownikiem Komisji Antropologii i Prehistorii PAU. Od 1927 był dyrektorem Studium Wychowania Fizycznego przy wydziale lekarskim UJ .
Ożeniony był z Anną Reginą Chojecką. Mieli syna Juliusza, inżyniera metalurga.
Profesor Ernest Maydell zmarł w Krakowie w wieku 52 lat  i został pochowany na cmentarzu Rakowickim.